# Provincia di Kadavu
Kadavu è una provincia delle isole Figi, nella Divisione Orientale, costituita dall'arcipelago delle isole Kadavu. La popolazione è di 10 167 abitanti, la superficie totale è di 478 km², con una densità di circa 21,2 ab./km².
La provincia è costituita dall'intero arcipelago, di origine vulcanica, costituito da Kadavu, l'isola principale, di 411 km², e dalle piccole isole di Dravuni, Galoa, Ono e le piccole isole che creano il Great Astrolabe Reef.

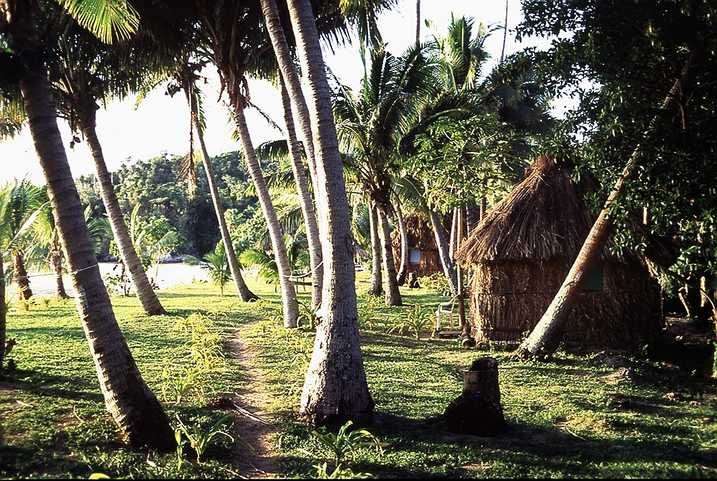
Vegetazione di Kadavu

Il Monte Buke Levu, con i suoi 838 metri di altitudine, è il rilievo più alto dell'arcipelago.
La provincia, guidata da un Consiglio Provinciale, è guidata dal Ratu Josateki Nawalowalo.